# 津田秀水
津田 秀水（つだ しゅうすい、1896年5月6日 - 1963年3月8日）は、日本の活動弁士、映画監督、俳優、実業家である。本名金太郎（-きんたろう）。無声映画全盛時代のスター弁士として、映画に主演、監督もした。

## 来歴・人物
1896年（明治29年）5月6日、東京市芝区（現在の港区芝）に生まれる。
早稲田実業学校（現在の早稲田実業学校高等部）を卒業、河辺紫水に師事、映画説明者（弁士）となる。23歳となる1919年（大正8年）ごろには浅草公園六区の映画館「帝国館」を舞台に、洋画の説明を行ない、その端麗な容姿と弁舌のスマートさから、当時の「弁士番付」で「大関」となる。
1920年（大正9年）、前年3月にD・W・グリフィス監督の超大作無声映画『イントレランス』（1916年）の日本での興行で財をなし、国際活映を立ち上げて「天然色活動写真」（天活）を買収したばかりの「帝国館」の経営者小林喜三郎がサポートし、津田は「映画協会」を設立、同年に2作を製作・監督し、主演もした。第1作『熱球』は近藤伊与吉脚本・共同監督、押山保明字幕により4月17日、第2作『山頂の碑』は押山保明脚本・字幕・共同監督により11月26日に「帝国館」ほかで公開された。出演した大辻司郎、細川天流らは徳川夢声とならぶ当時の人気弁士、黒田達人は「浅草オペラ」で知られる「根岸大歌劇団」のバス歌手であった。 
その後は映画を製作することも出演することもなく、弁士としてひきつづき活躍し、トーキー以降は、芝区三田町（現在の港区三田）の「三田演芸館」の経営者として過ごしていた。1959年（昭和34年）、60代になってから、日活映画にカメオ出演的に顔を出した。
1963年（昭和38年）3月8日、脳内出血で死去。66歳没。

## フィルモグラフィ
- 熱球　1920年　監督・原作・主演　共同監督・脚本・出演近藤伊与吉、字幕押山保明　※映画協会
- 山頂の碑　1920年　監督・主演　共同監督・脚本押山保明　※映画協会
- 若い傾斜　1959年　出演　監督西河克己、主演川地民夫　※日活、「小林社長」役
- 東京の暴れん坊　1960年　出演　監督斎藤武市、主演小林旭　※日活、「上院議員B」役
- 闘牛に賭ける男　1960年　出演　監督舛田利雄、主演石原裕次郎　※日活、「冴子の父」役

## 関連事項
- 浅草公園六区
- 浅草オペラ - 根岸大歌劇団 （根岸興行部 - 根岸吉之助、根岸寛一）
- 常盤商会 - 小林商会 - 国際活映 （小林喜三郎）

## 註
1. 1 2 3 4 5 6  『日本映画監督全集』（キネマ旬報社、1976年）の「津田秀水」の項（p.262）を参照。同項執筆は田中純一郎。